# Biały Żleb (Wołoszyn)

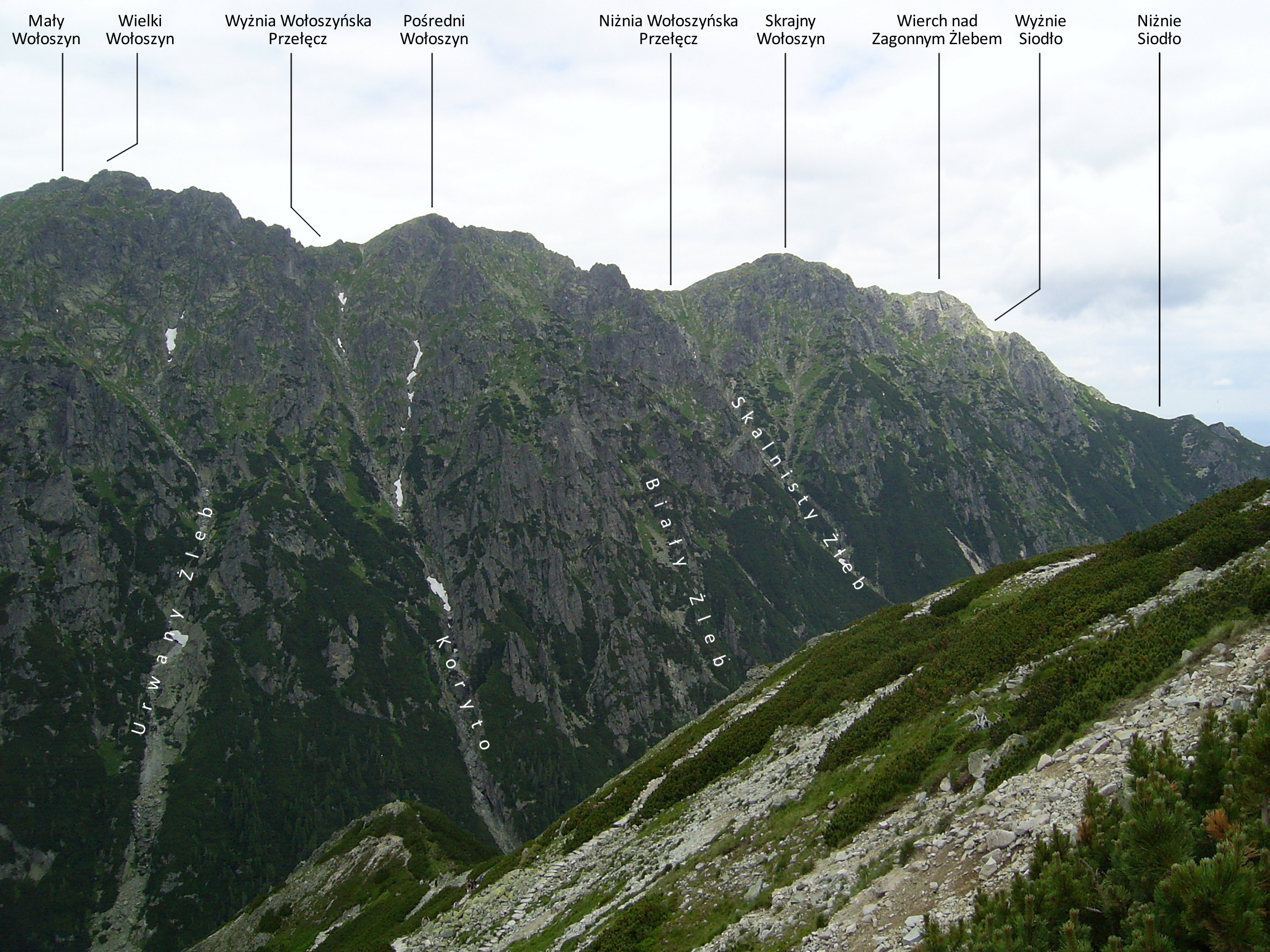
Widok ze Świstowej Czuby

Biały Żleb – żleb w masywie Wołoszyna w polskich Tatrach Wysokich. Opada z południowo-wschodnich stoków Pośredniego Wołoszyna (2117 m) do środkowej części Doliny Roztoki, poniżej polanki Nowa Roztoka, a powyżej wylotu Skalnistego Żlebu. Jego wylot przekracza ścieżka szlaku turystycznego wiodącego dnem tej doliny. Żleb jest bardzo stromy, skalisty.
Znajduje się na obszarze ochrony ścisłej i jest niedostępny dla turystów i taterników.